# Los Alamitos
Los Alamitos é uma cidade localizada no estado americano da Califórnia, no Condado de Orange. Foi incorporada em 1 de março de 1960.

## Geografia
De acordo com o United States Census Bureau, a cidade tem uma área de 10,7 km², onde 10,5 km² estão cobertos por terra e 0,2 km² por água.

### Localidades na vizinhança
O diagrama seguinte representa as localidades num raio de 8 km ao redor de Los Alamitos.

## Demografia
Segundo o censo nacional de 2010, a sua população é de 11 449 habitantes e sua densidade populacional é de 1 091,48 hab/km². Possui 4 355 residências, que resulta em uma densidade de 415,18 residências/km².